# Kickoff (football americano)

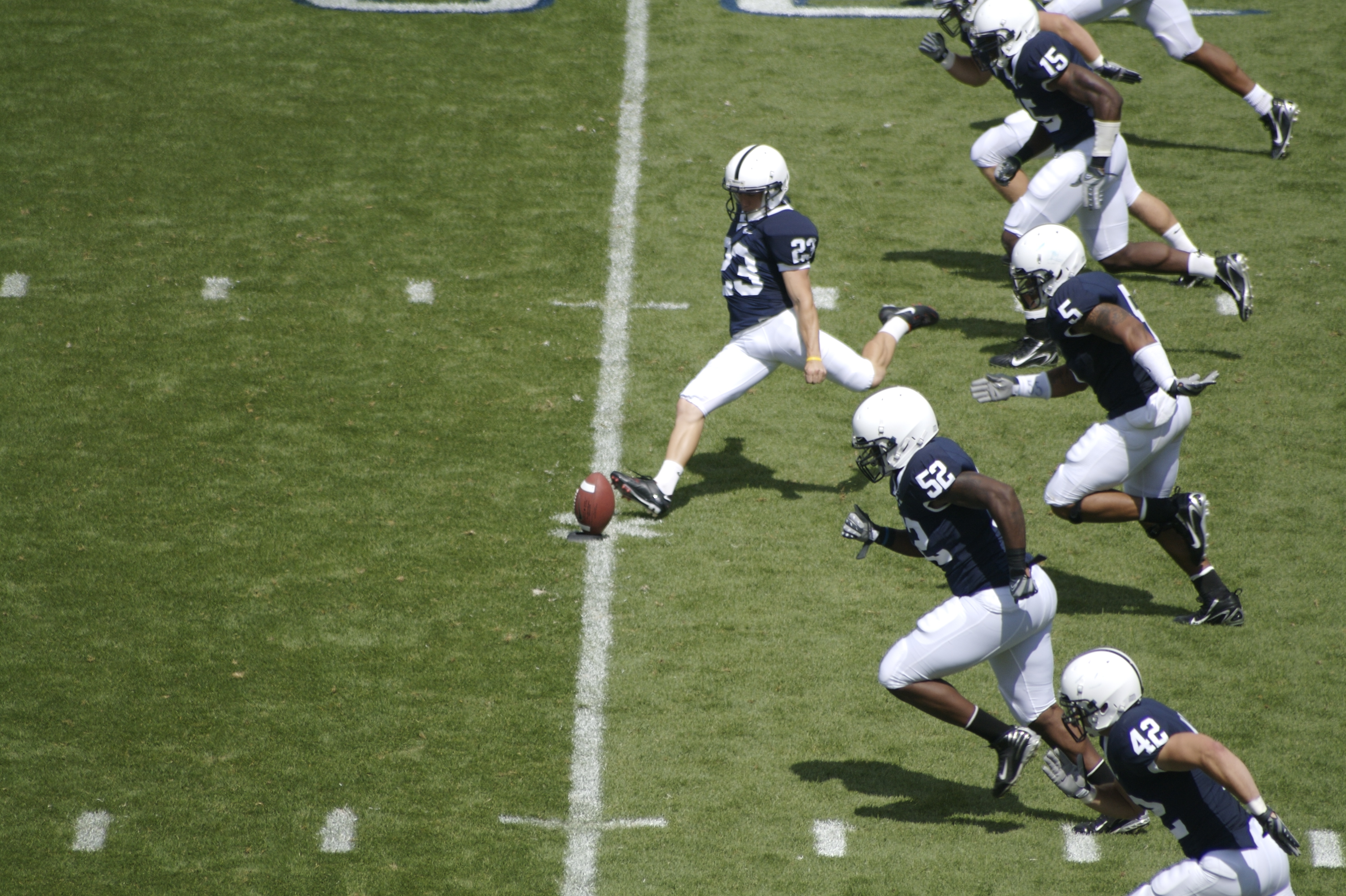
I Penn State Nittany Lions calciano un kickoff dopo aver segnato un touchdown nella partita di apertura della stagione 2007

Il kickoff è il calcio dato al pallone per iniziare una partita di football americano e per riprendere il gioco dopo una segnatura o all'inizio del terzo quarto di gioco.

## Assegnazione
Il kickoff viene eseguito all'inizio di ogni metà partita (in inglese: half): all'inizio del primo e del terzo quarto di gioco. All'inizio della partita l'assegnazione del kickoff viene decisa dal tradizionale lancio della moneta, eseguito dall'arbitro. Il capitano della squadra ospite decide tra testa e croce. Se vince, può scegliere se calciare o ricevere la palla, se sceglierà di ricevere il pallone, nel terzo quarto dovrà calciare e viceversa.
In caso di tempi supplementari, verrà eseguito un altro lancio della moneta per decidere quale squadra inizierà in attacco. Dopo un touchdown o un field goal, il gioco riprende con un kickoff calciato dalla squadra che ha appena segnato, mentre nel caso di segnatura effettuata con un safety, il gioco viene ripreso con un calcio libero (free kick).

## Procedura
Per effettuare il kickoff, la palla deve essere posizionata tra la linea di touchdown (goal line) e la linea delle 30 yard (35 yard nel football canadese, 40 yard nel high school football americano) della squadra che deve calciare.
Tutti i giocatori, tranne il giocatore incaricato a calciare la palla (kicker), non possono attraversare la linea su cui la palla è posizionata prima che essa venga calciata. La squadra in ricezione deve schierarsi almeno 10 yard dietro da dove la palla è posizionata. La palla può essere giocata dalla squadra in ricezione in ogni punto del campo dopo essere ricevuta, o dalla squadra che ha effettuato il kickoff se ha percorso almeno 10 yard o se è stata toccata da un avversario.
Un kickoff calciato non in profondità, ma verso un lato del campo per poter essere riconquistato dalla squadra che ha calciato, è chiamato onside kick. Un kickoff calciato raso terra con lo scopo di far rimbalzare la palla è chiamato squib kick.

## Penalità
Se un giocatore in ricezione oltrepassa la linea delle 40 yard prima che il calcio venga effettuato, la palla sarà avanzata di 5 yard, e poi calciata nuovamente. Se un giocatore della squadra che sta calciando oltrepassa la linea della palla, viene inflitta una penalità che comporta la perdita di 5 yard e la ripetizione del kickoff. Se la palla finisce fuori campo senza essere stata toccata, la squadra in ricezione può decidere di spostare indietro la palla di 10 yard e ripetere il kickoff, di iniziare un'azione in possesso di palla a 30 yard da dove è stato eseguito il kickoff (solitamente sulla loro linea delle 40 yard) o di iniziare in possesso di palla nel punto in cui essa è finita fuori campo.
In ogni caso, se un calcio non esce dal campo dopo aver percorso almeno 10 yard, la squadra che ha calciato subirà una penalità di 5 yard ed avrà l'opportunità di ripetere il kickoff. Se però il kickoff finisse fuori di nuovo, la squadra in ricezione riceverà la palla nel punto in cui la palla è uscita dal campo.
Se la palla va fuoricampo nella end zone della squadra in ricezione o viene ricevuta sempre nella end zone e non ritornata, la palla verrà giocata dalla squadra in ricezione sulle sue 25 yard. Questa regola è chiamata touchback.
Ricevere la palla all'esterno della propria end zone ed atterrarla all'interno è considerato un safety.